# Булахов, Пётр Петрович
Пётр Петро́вич Була́хов (1822, Москва — 2 декабря 1885, Кусково) — русский композитор, автор множества популярных романсов.

## Биография
Пётр Петрович Булахов родился в семье музыкантов. Его отец Петр Александрович (ок. 1793—1835) и младший брат Павел Петрович (1824—1875) — известные оперные тенора. Музыкальное образование Пётр Петрович получил дома.
Значительную часть жизни страдал от мучительной болезни, был парализован. Состоял в гражданском браке с Елизаветой Павловной и она родила ему двух дочерей. Так как брак Елизаветы Павловны и её первого мужа полковника Ивана Збруева не был официально расторгнут (он не дал согласия на расторжение брака), дочери Пётра Петровича считались незаконнорождёнными и носили фамилию и отчество первого мужа Елизаветы. В 1870-е годы пожар уничтожил квартиру Булахова . Поэтому последние годы жизни он вместе с семьей провел на даче в Кускове — имении графа Шереметева, большого поклонника творчества композитора.
Дочь Петра Петровича Евгения Ивановна Збруева, оперная певица, оставила записи-воспоминания о своём отце.
Похоронен на Ваганьковском кладбище (2 уч.).

## Творчество
Булахов — автор мелодически привлекательных, широко популярных романсов и песен, близких городскому фольклору эпохи, в том числе «Колокольчики мои», «В минуту жизни трудную», «И нет в мире очей», «Вот на пути село большое», «Не пробуждай воспоминаний», «Нет, не люблю я вас», «Тихо вечер догорает» и др.
Автор одной из версий романса для вокального дуэта «Тройка» на стихи Петра Андреевича Вяземского. Это произведение является одним из самых популярных произведений Петра Булахова, однако более поздняя версия на музыку его младшего брата Павла Петровича Булахова является более распространённой.
Автор первоначальной версии музыки романса «Гори, гори, моя звезда».